# Ravensburg
Ravensburg ([ʁaːvn̩sbʊʁk] vagy [ʁaːfn̩sbʊʁk]) város és  megye székhely Németországban, Felső-Svábországban, Baden-Württemberg tartományban.

## Fekvése
Ravensburg a Bodeni-tótól északra, Weingarten déli szomszédjában, Friedrichshafen és Linzgau között, az Altdorfer erdőtől északkeletre, a Schussen-medencében fekvő település.

## Története

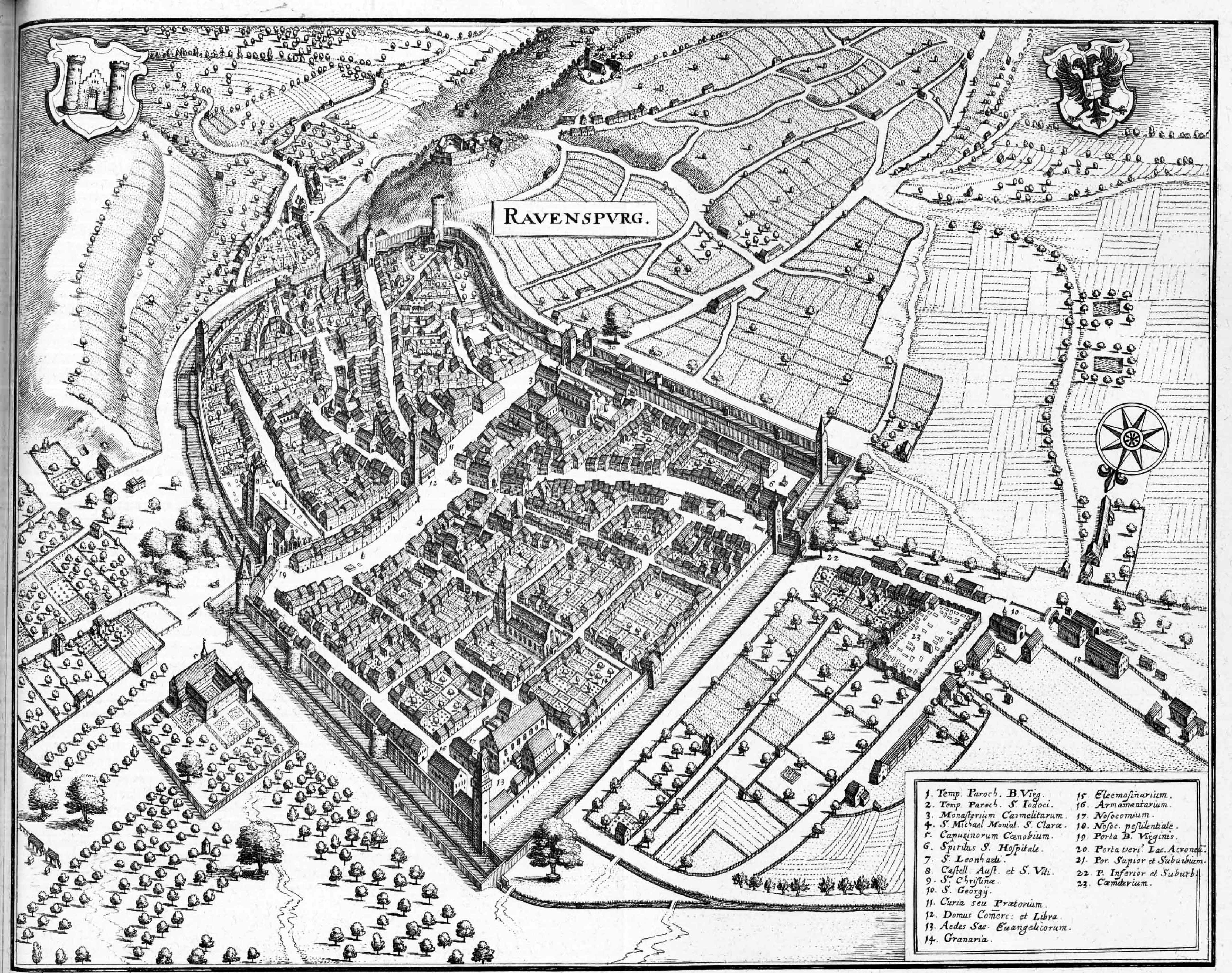
Ravensburg egy régi rajzon

Ravensburg Felső-Svábország gazdasági központja. A város egy része középkori hangulatú. A várost körülvevő gyümölcstermő vidék a lakosság megélhetésének alapját képezi.
A Schussen-medence keleti szélén lévő Ravensburg-Weingarten térség a hallstatti kor óta mindig lakott volt. Weingartentől 
nyugatra  tárták fel a korai legnagyobb alemann temetőt, mely több mint 800 sírt tartalmazott.
1080 körül a Welfek költöztek ide. A Veitsburg alatti település piacjogot és a Stauferek (egy 11-13. században élt nemesi család) gyengülése után birodalmi városi rangot kapott.
A vár a városon kívül maradt, és a császári helytartósághoz tartozott, a város falakkal és tornyokkal védekezett ellene.
A város fénykorát az 1380-ban alapított Nagy Ravensburgi Kereskedelmi Társaság működése jelentette másfél évszázadon át.
A város 1810 óta tartozik Würtemberghez.
Napjainkban neve elsősorban a Ravensburger kiadóval forrt össze, amely a német nyelvterület egyik legjelentősebb társasjátékgyártója.

## Nevezetességek
Ravensburgot a tornyok városának is nevezik. Az óváros részben fennmaradt városfala mentén torony-toronyt követ. A régebbi részei a 14. századból származnak:
- Miasszonyunk-kapu (Frauentor, 1350)
- Zöld-torony (Grüner Turm) - nevét a rombuszmintás falfestéstől és a címerekről kapta.
- Helytörténeti múzeum (Heimatmuseum) - Műalkotások gazdag gyüjteményét, a céhek és az otthoni élet sok emlékét mutatja be.
- Plébániatemplom (Pfarrkirche st. Jodokus)
- Alsó kapu  (Unteres Tor)
- Kórház-torony (Spitalburm)
- Fehér-torony (Weisser Turm), vagy népszerűbb nevén Liszteszsák (Mehlsack) - Nevét fehér vakolatáról kapta.
- Felső-kapu (Obertor)
- Schellenbergi-torony (Schellenbergturm)
- A Markenplatz magas őrtornya a város közepén (Blaserturm). A ravensburgi kereskedelkem fénykorában 1498-ban építették
- Kereskedők háza (Waaghaus) - A ravensburgi kereskedelkem fénykorában 1498-ban építették hozzá a város közepén álló őrtoronyhoz (Blaserturm).
- Boldogasszony-templom (Liebfrauenkirche) - A szerény, dísztelen épület 14. századi, minden része a ferencesek építkezését mutatja. 14. századi, a kórusban található szép üvegfestményei jelentősek. A déli oldalhajón látható az 1470-ből való Ravensburgi Madonna másolata (az eredeti Berlinben van).
- Városháza (Rathaus) - A 15. században épült, 1876-ban neogótikus stílusban építették át, két terem maradt meg részben a régi faburkolattal.
- Bőr-ház (Lederhaus) - 1574-től a bőrdíszművesek háza
- Nagy Ravensburgi Kereskedelmi Társaság székháza - 1446-ban épült, később barokk stílusban építették át.

## Itt születtek, itt éltek
- Heinrich der Schwarze (1075–1126) bajor herceg, itt halt meg
- Johann Caspar Bagnato (1696–1757) építész
- John Bumüller (1811–1890) tanító és író
- Adolf Walter (1829–1870) országgyűlési képviselő, meghalt Ravensburgban
- Tobias Hafner (1833–1921) tanító, író és helytörténész, itt élt és itt halt meg Ravensburgban
- Theodor Schnell (1836–1909) szobrász, lakberendező
- Friedrich Bumüller (1842–1914) városi orvos és tisztiorvos
- Siegfried Straub (1896–1915) költő, Ravensburgban nőtt fel
- Jost Metzler (1908–1975) tengeralattjáró-parancsnok, itt élt és itt halt meg Ravensburgban
- Josef W. Janker (1922–2010) író, itt élt és itt halt meg Ravensburgban
- Willi Papert (1924–1980) rendező, karmester, zeneszerző és zenész
- Andreas Schockenhoff (1957–2014) országgyűlési képviselő (CDU), itt élt Ravensburgban
- Michael Helming (1972–) író, Ravensburgban él

## Galéria

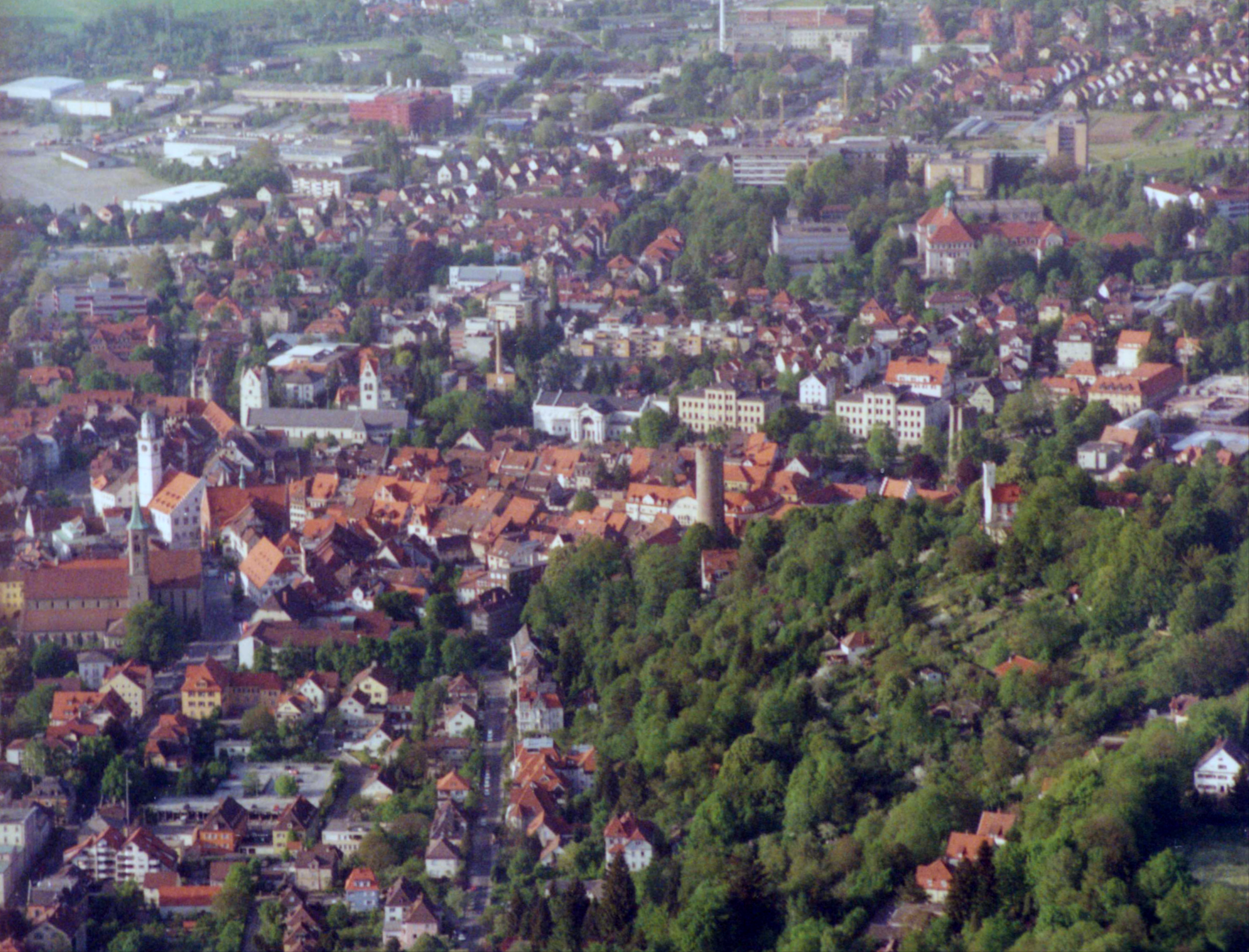
A város látképe légifelvételről
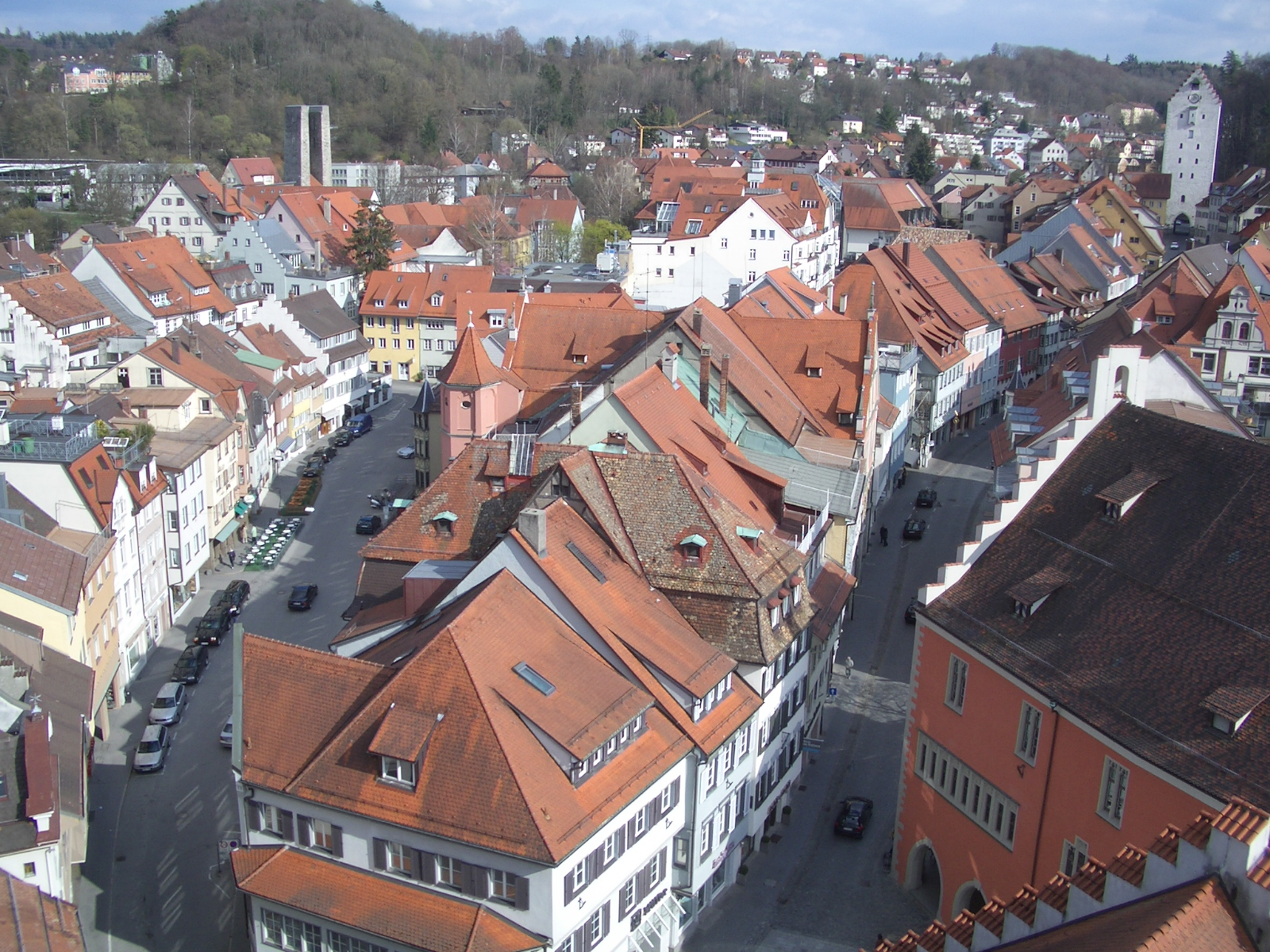
Ravensburg, városrészlet
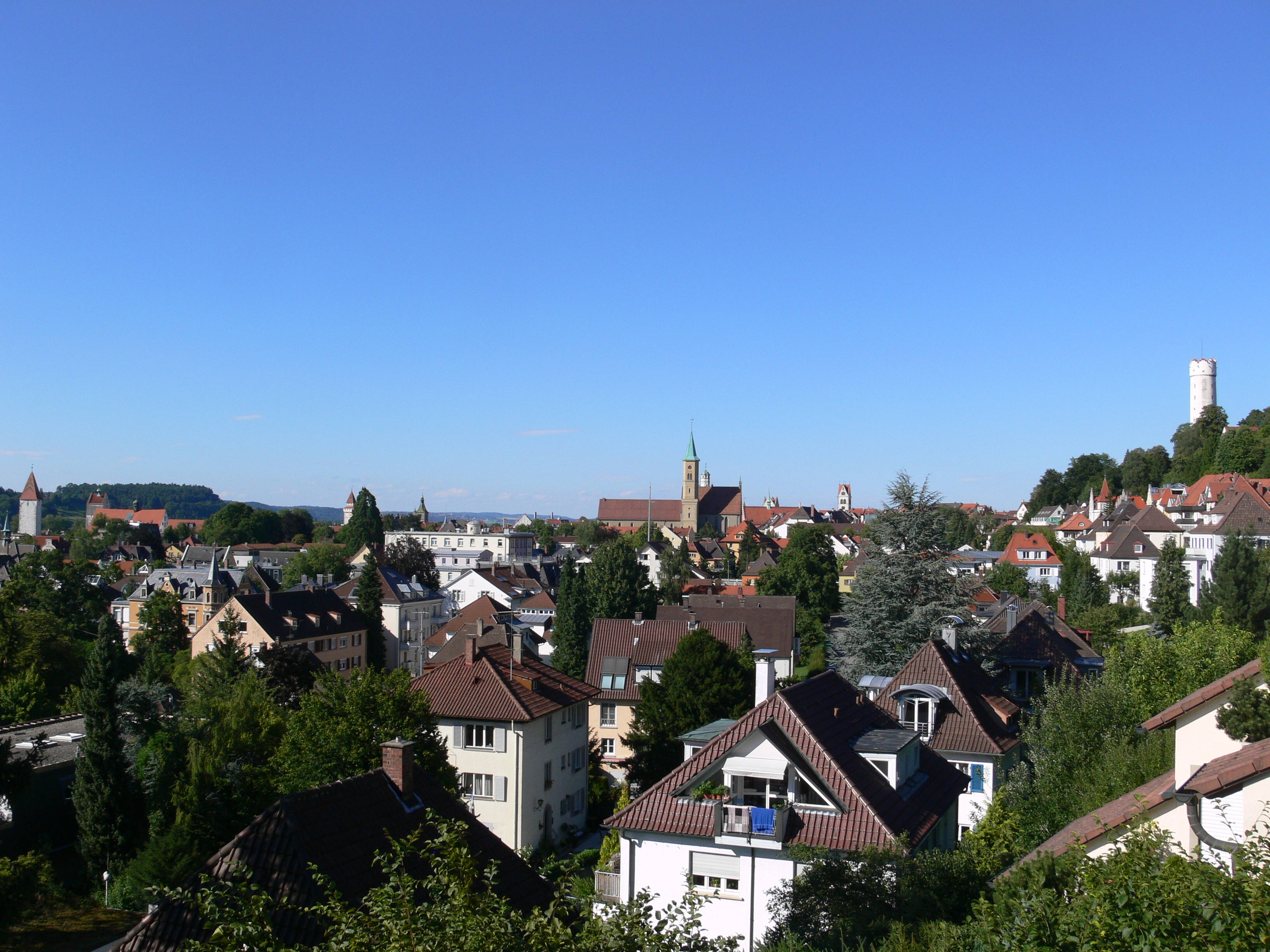
A város látképe
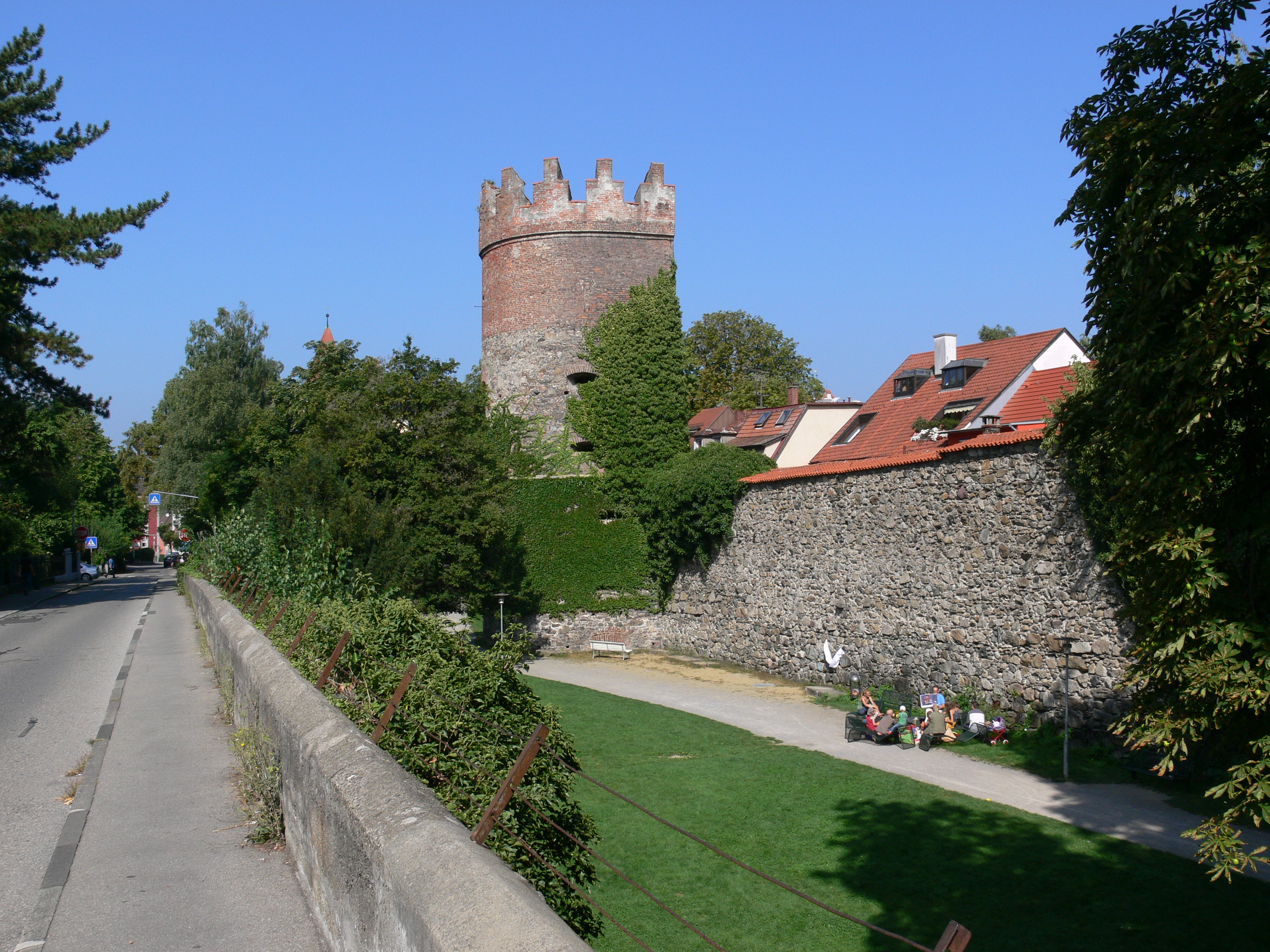
Ravensburg, Hirschgraben
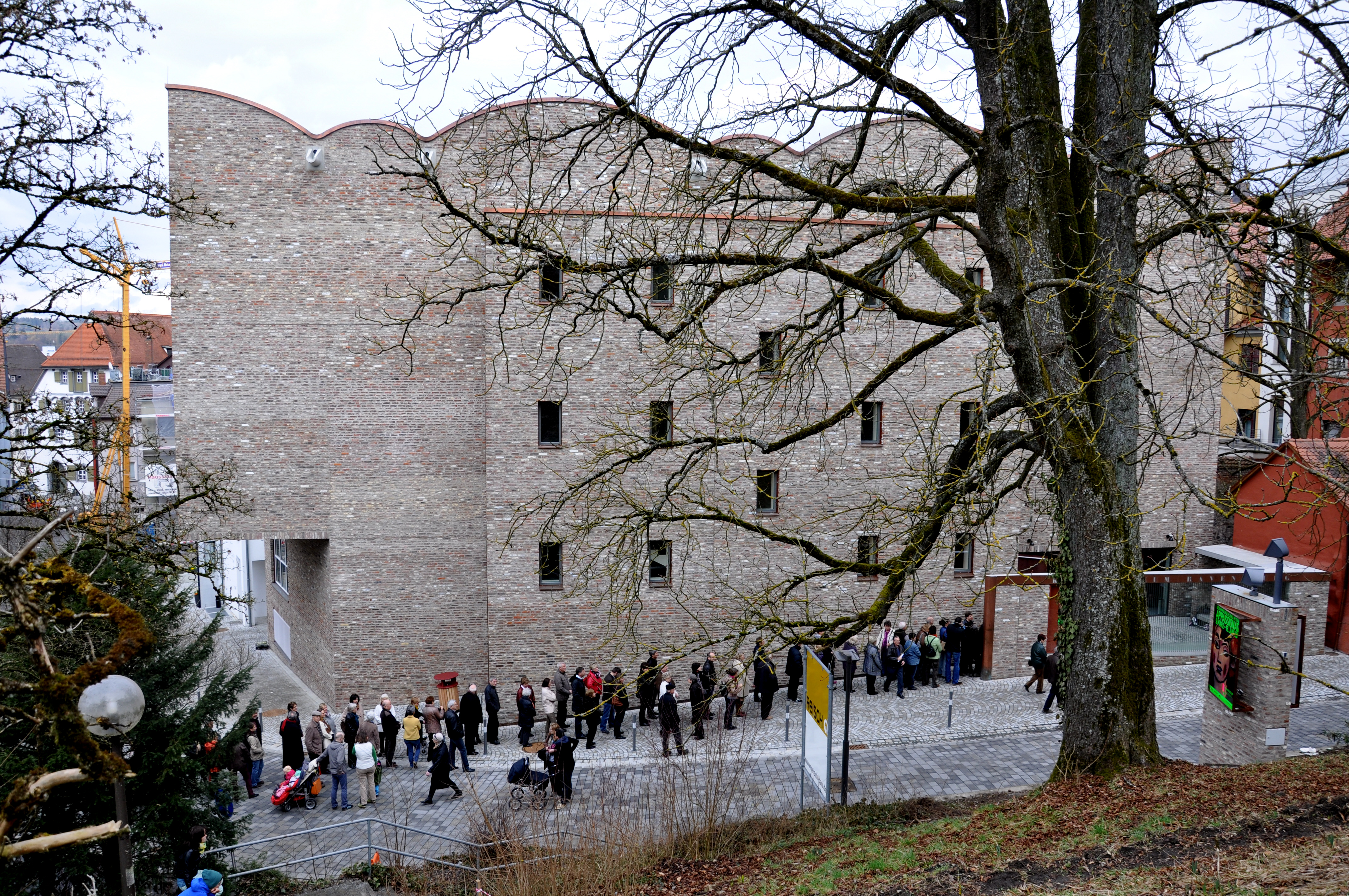
Kunstmuseum Ravensburg
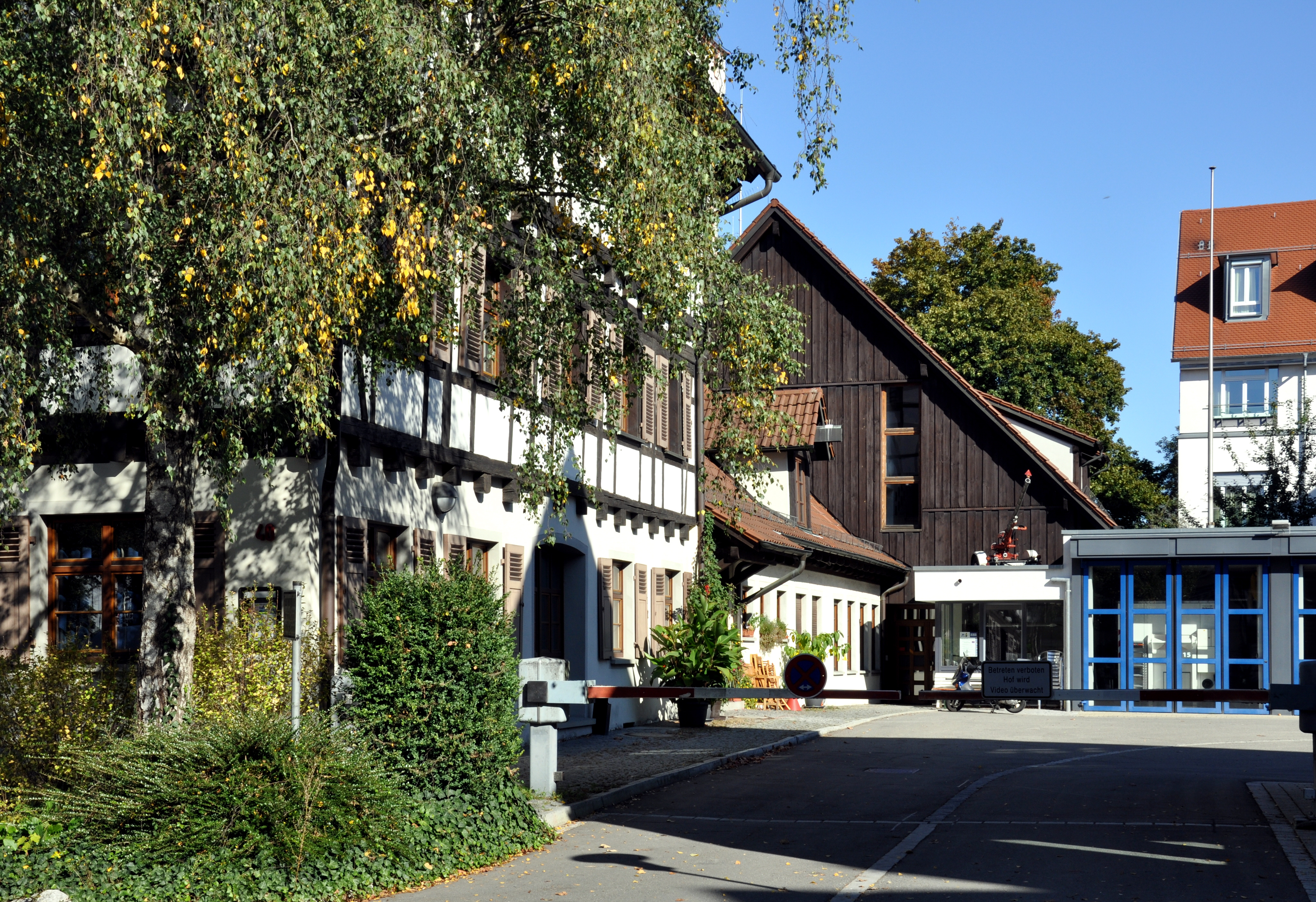
Salzstadel Seite
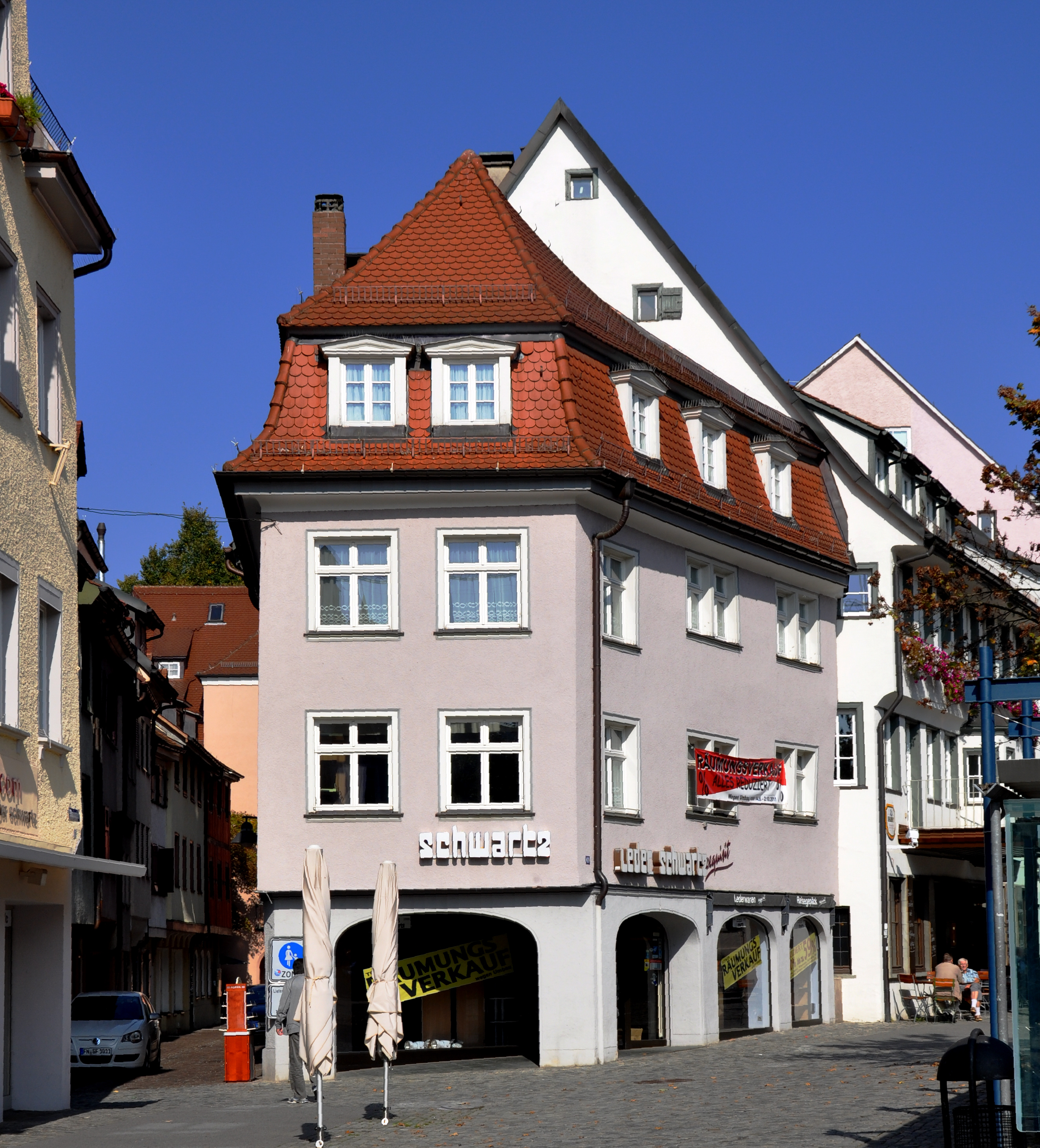
Marienplatz
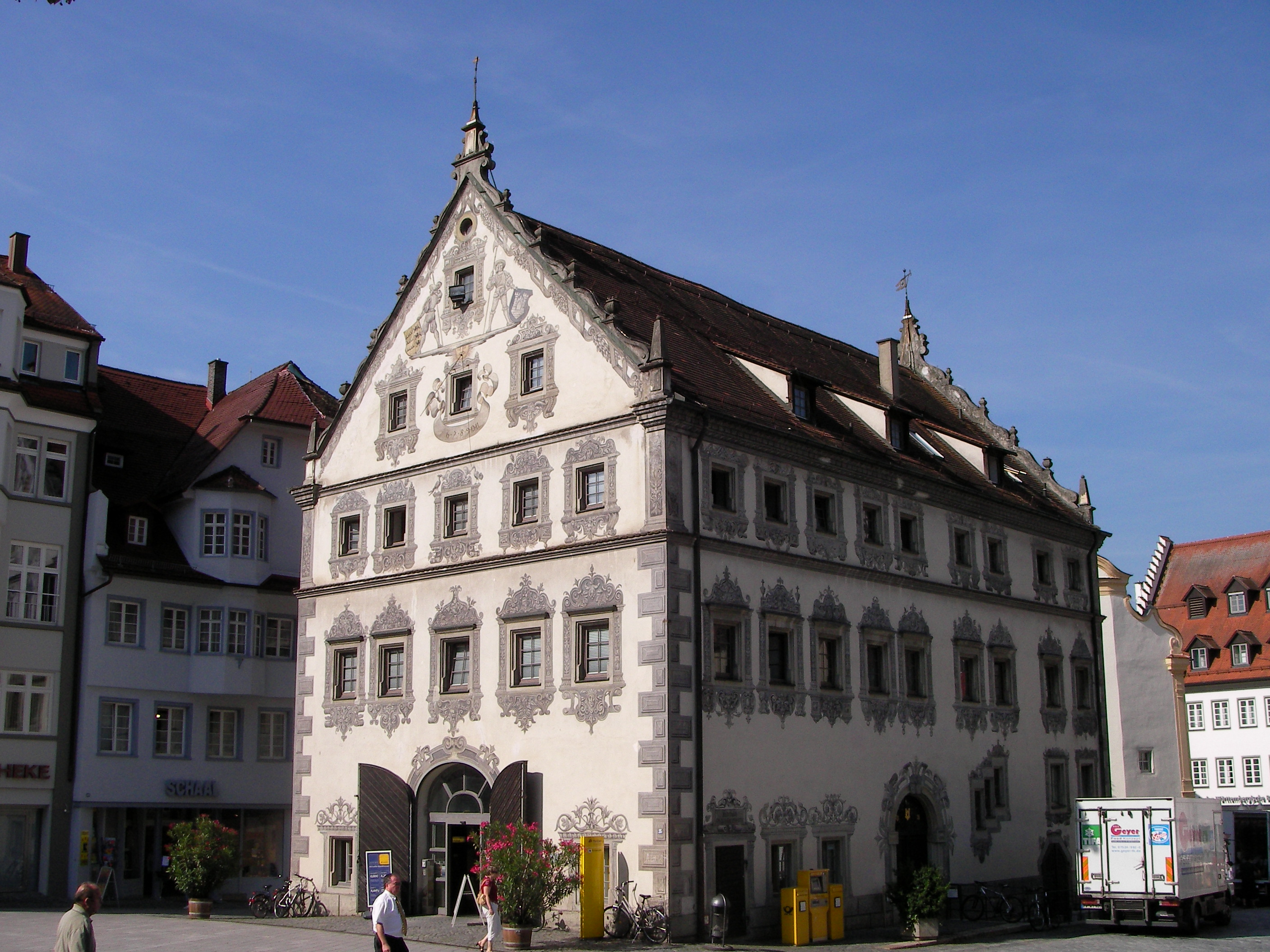
Marienplatz, Lederhaus